# إسماعيل ناشف
إسماعيل ناشف هو كاتب، وباحث، وناقد فلسطيني، مواليد مدينة الطيبة (عام 1967)، أستاذ مشارك ورئيس برنامج علم الاجتماع وعلم الانسان في معهد الدوحة للدراسات العليا، حاصل على درجة الدكتوراه بتخصص علم الإنسان من جامعة أوستين في الولايات المتحدة، تخصصه البحثي يتمحور في دراسة المادة، واللغة وعلم الجمال وفي السياقات الاستعمارية، العربي والإسلامي والفلسطيني تحديدا. أبحاثه الحالية تتمحور حول ثلاث مسارات: التاريخ الاجتماعي للفن التشكيلي العربي، اللغة العربية وآدابها في السياقات الاستعمارية والإنتاج المعرفي في السياق العربي المعاصر.

## سيرة ذاتية
حصل على اللقب الأول درس عمل اجتماعي (1990) وعلم نفس (1992)، من جامعة تل أبيب، وعلى درجة الماجستير في الأنثروبولوجيا الاجتماعية (1996) من الجامعة العبرية. ومن ثم أكمل الدكتوراه في جامعة أوستين في ولاية تكساس الأمريكية، درس العديد من المقررات مثل، نظريات علم الإنسان، مناهج البحث الكيفي، الثقافة المادية، علم الجمال، النظريات الاجتماعية حول الأدب.

## مؤلفاته
- A Language of One's Own: Literary Arabic, the Palestinians, and Israel. Edinburgh: Edinburgh University Press (2023).
- رُكام: في مقاربة النكبة تعبيريا. بيروت: المؤسسة العربية للدراسات والنشر، (2019).
- اللغة العربية في النظام الصهيوني: قصة قناع استعماري. الدوحة وبيروت: المركز العربي للأبحاث ودراسة السياسات، (2018).
- طفولة حزيران: دار الفتى العربي وأدب المأساة. رام الله: مؤسسة تامر للتعليم المجتمعي، (2016).
- صور موت الفلسطيني. بيروت: المركز العربي للأبحاث ودراسة السياسات، (2015).
- في التجريد الفلسطيني: زهدي قادري واللحن الهندسي للحداثة المتأخرة. حيفا: دار راية، (2014).
- العتبة في فتح الإبستيم. بيروت: دار الفارابي، 2014 ط2.
- معمارية الفقدان: سؤال الثقافة الفلسطينية المعاصرة. بيروت: دار الفارابي، 2012.
- الذاكرة والهجرة: الفن التشكيلي الفلسطيني والنكبة. أم الفحم: صالة العرض، 2012.
- Palestinian Political Prisoners: Identity and community. London: Routledge, 2008.
- فك الصهيونية: الفضاء والأيديولوجيا في المدينة الإسرائيلية. بيرزيت:  معهد إبراهيم ابو لغد للدراسات الدولية، 2005.

الكتب المحررة
- النفي في كتابة إسرائيل. رام الله: مدار-المركز الفلسطيني للدراسات الإسرائيلية، 2011.

أدب
- تبعثر: مجموعة قصصية. القدس، 1996.
- حديث: مجموعة قصصية. القدس، 1999.
- ثغرات: أعمال قصصية. حيفا: دار راية، 2012.